# روبرت دار
روبرت دار (بالإنجليزية: Robert Darr)‏ هو كاتب أمريكي، ولد في 1951 في مقاطعة أورانج في الولايات المتحدة.